# Warning (groupe)
Pour les articles homonymes, voir Warning.
Warning est un groupe de hard rock et power metal français, originaire de Paris, en Île-de-France. Il est en activité entre 1980 et 1985.

## Biographie

### Débuts (1979–1980)
En 1979, Raphaël Garrido (chant) répète avec Stratos, un groupe de la banlieue ouest de Paris dont font également partie Stéphane Bonneau (futur Satan Jokers), Didier Bernoussi (guitare), Daniel Rivens (basse) et Henri Barbut (batterie). Après des mois de répétitions, le groupe enregistre une démo, mais se sépare peu après pour des raisons d'ego. Par chance cette démo atterrit dans les bureaux de la maison de disque Polydor, qui s'empresse de signer un contrat d'artiste à Rapha. Celui-ci contacte aussitôt Henri Barbut et Didier Bernoussi qui le rejoignent dans son nouveau projet et ils se mettent à la recherche de musiciens pour compléter le groupe, Joël Hervé (guitare) est engagé. Entretemps le directeur d'une agence de publicité et ami de Rapha, réalise une pub pour une célèbre marque de Jean's qui propose une gamme sous le nom de Warning. Il les baptise sous ce nom que le groupe adoptera immédiatement.
Warning répète dans les locaux du groupe français Au Bonheur des dames lorsque Joël Hervé annonce qu'il quitte le groupe tout en recommandant un jeune guitariste qui accompagne alors Johnny Hallyday en tournée, Christophe Aubert. Didier Bernoussi prend contact avec Christophe et après trois heures de discussions au téléphone, le convainc de rejoindre le groupe. Mais il manque encore un bassiste, après de longue recherches, Alain Pernette, un musicien de studio qui avait déjà côtoyé Rapha dans le groupe Open Music, accepte.

### WarningetWarning "II"(1981–1982)
Enfin au complet, le groupe s'installe sur une péniche sur la Seine près de Boulogne-Billancourt et commence à travailler ses compositions. Trois mois plus tard, Warning entre au Studio des Dames à Paris avec Thomas Noton à la production et Dominique Blanc-Francard à la console. 
Le premier album, intitulé sobrement Warning, sort dans les bacs en 1981. Polydor fait un excellent travail de promotion et de distribution, le logo du groupe et la pochette sont accrocheurs et il n'en faut pas plus pour qu'en dix semaines, l'album se vende à plus de 65 000 exemplaires. Mais Alain Pernette doit quitter le groupe pour raisons de santé, il est remplacé par Frédéric Guillemet et le groupe s'installe au théâtre de la Roquette pour répéter en vue de la tournée mise sur pied par Polydor. Un concert privé est donné fin août 1981 au Palace, principalement à l'intention des médias, mais la tournée commence vraiment le 24 septembre à Villeneuve-Saint-Georges et comprendra vingt-deux dates. Malgré les grands moyens mis en place par Polydor, la tournée se déroule passablement mais rencontre un énorme succès sur deux dates. À la fin de celle-ci, Henri et Frédéric seront remplacés par Gérald Manceau (batterie) et Michel Aymé (basse).
Sous l'influence de son manager Raymond Manna, le groupe (sauf Rapha) décide de changer son univers musical en optant pour un son beaucoup plus heavy metal. Le groupe enregistre une nouvelle maquette, et les bonnes ventes du premier album (disque d'or selon certains, mais pas confirmé officiellement par le SNEP) permettent au groupe de choisir un producteur renommé. Le groupe a trois noms en tête, Jack Douglas, Ted Templeman et Dieter Dierks (producteur de Scorpions) à qui ils envoient une maquette, ce dernier est intéressé par le style « international » du groupe et accepte de produire son deuxième album. En juin 1982, le groupe se rend alors dans les studios de Dierks à Pulheim (près de Cologne) et enregistre son nouvel album avec Michael Wagener comme ingénieur du son.
En septembre 1982 sort Warning, aussi appelé Warning "II". Le son est effectivement plus « heavy metal » que le premier album, ce qui surprend un peu les fans et les médias qui réserveront un accueil mitigé à l'album. En pleine restructuration de Label, Polydor abandonne le groupe et décide de ne pas financer la tournée de promotion du deuxième album, estimant qu'elle a déjà investi assez dans la production de celui-ci (environ 700 000 francs de l'époque). Le manager Raymond Manna suggère alors au groupe de casser son contrat avec sa maison de disque, certifiant, selon lui, que le groupe n'aura aucune difficulté à re-signer avec un autre label. Il est suivi par le groupe qui se sépare de Polydor.
Entretemps, une agence de publicité contacte le groupe pour tourner un clip publicitaire pour la compagnie Air France. La chanson Rock City est choisie, et la vidéo est filmée au sommet de l'Arc de triomphe sous une pluie diluvienne. Le clip ne sera jamais utilisé par la compagnie aérienne. Pour remercier de son soutien Jeff (Jean-François Bouquet), qui animait l'émission Prohibition sur Radio 7, le groupe compose le générique de l'émission.
Dans Warning, le changement de chanteur va devenir une évidence ; en effet, lors du premier album, le groupe en tournée avait entre autres slogans : « La voix du hard ». Malheureusement, la voix était là, mais sur scène, Rapha n'était pas du tout à l'aise, et encore moins convaincant. En revanche, Christophe Aubert, dont la griffe musicale a vite marqué le groupe, s'est révélé sur scène ; il est devenu l'atout majeur de Warning. La conséquence directe de cette évidence a été une relation tendue : Rapha, devenant de plus en plus hermétique à la direction musicale de Warning, lui « échappant » un peu plus chaque jour, entre dans une période de ressentiment, en particulier à l'égard de Christophe Aubert, ayant définitivement « pris la vedette ». Cependant, ce n'est pas la fin du groupe. 

### Séparation (1983–1985)
Au début de 1983, le groupe répète les titres qui seront enregistrés sur Métamorphose, mais le chanteur, Raphaël Garrido, n'étant plus du tout en phase avec les autres membres du groupe, quitte, d'un commun accord, Warning, et part en Allemagne où il devient le vocaliste de Rated X, Victory et The Element. Il chante aussi dans des piano-bars, jusqu'au Japon, ce que certains appellent sa « tournée au Japon. » Francis Petit, qui avait déjà auditionné en 1979 pour Christophe Aubert et Michel Aymé, prend le relai. En 1984, sort sur le label Columbia le troisième album du groupe, Métamorphose. Il est enregistré au Studio des Dames à Paris et produit par le groupe. Malheureusement, Didier Bernoussi quitta le groupe avant l'enregistrement de l'album, avouant lui-même ses faiblesses techniques au niveau des nouvelles compositions signées par Christophe Aubert. 
La sortie de l'album est suivie d'une tournée avec comme points d'orgues, le concert au Bol d'or, celui de Ploubalay (qui est retransmis sur FR3) et le France Festival donné les 6 et 7 juillet 1985 en compagnie de nombreux groupes français (Trust, Satan Jokers, Vulcain, etc.). Warning tourne aussi un clip vidéo (Portrait Robot) pour l'émission Salut les tympans fêlés, diffusée par TF1. Néanmoins, les problèmes avec le management mettent fin aux espoirs du groupe, qui se sépare.

## Membres
- Raphaël Garrido - Auparavant chanteur de Stratos, c'est autour de lui que se constitue Warning en 1980. La participation de Warning au Heavy Sound Festival de Bruges le samedi 21 mai 1983 sera la dernière apparition de Raphaël Garrido au sein de Warning. Sous le pseudonyme Rapha de Warning, Raphael Garrido (très souffrant et sortant de l'hôpital la veille) se produira à la demande expresse de l'organisateur sur la scène lors du Festival de Raismes en septembre 2003 avec une formation composée de musiciens avec lesquels il n'a même pas répété et n'ayant aucun rapport avec le Warning des années 1980[8]. En 2010, il publie un CD de chansons dont la thématique est le milieu marin dans lequel il a toujours écrit et souvent navigué.

- Joël Hervé - guitariste-musicien de studio de très grand talent, lié à Triangle, les Zoo, Eddy Mitchell, Léo Ferré, et beaucoup d'autres artistes, quitte pour développement professionnel au sein du métier, le groupe et poursuivra sa carrière de session man en accompagnant entre autres pointures de la variété française, un certain Patrick Sébastien.

- Christophe Aubert - guitariste virtuose, compositeur et seul membre ayant participé aux trois albums de Warning. Né le 3 février 1959, il trouve la mort le 16 août 1994 dans un accident de voiture. Il commença sa carrière de musicien au sein de Plaisir Chromé, groupe qui publia en 1979 un album éponyme et où officiait également Michel Aymé, qui le rejoindra au sein de Warning en 1982. Il devint guitariste de Johnny Hallyday en 1979 avant d'intégrer les rangs de Warning en 1980. Christophe Aubert publie en 1993 un premier album solo intitulé Rêve d'un rêve

- Didier Bernoussi - ex-guitariste de Stratos, Minuit Boulevard, participe à la création de Warning et aux deux premiers albums avant de quitter le groupe après l'arrivée de Francis Petit et juste avant le début des sessions d'enregistrement du troisième album Métamorphose. Didier Bernoussi décède dans les premiers jours de 2011 à Saint Germain en Laye. Il restera le co-compositeur qui mis au monde Tel que tu l'imaginais avec Raphaël Garrido.
- Francis Petit - chanteur du troisième album Métamorphose, il est le chanteur depuis 1987 de Memory Full, orchestre de variétés professionnel.

- Gérald Manceau - batterie studio et scène Warning II et Métamorphose. Après la séparation de Warning, Gérald Manceau effectuera une belle carrière pro en étant le batteur des Rita Mitsouko et de Jean-Jacques Goldman. Il meurt le 2 septembre 2021 d'une crise cardiaque, à l'âge de 60 ans[9].

- Henry Barbut - ancien batteur de Stratos, il participe lui aussi à la création de Warning et joue sur le premier album. Il quitte le groupe après la tournée française de 1981 et l'arrivée de Michel Aymé. Il se produira en Californie avec son frère ainsi que dans de nombreux pays.

- Michel Aymé - basse (Warning II et Métamorphose, puis guitare pour la tournée Métamorphose). Ami d'enfance de Christophe Aubert, il rejoint Warning en 1982. Après la séparation de Warning, Michel Aymé effectue lui aussi une belle carrière dans l'univers de la chanson/variété française en accompagnant entre autres Yannick Noah, Pascal Obispo, Soldat Louis, Calogero ou Julien Clerc.

- Daniel Desmoulins - basse (tournée Métamorphose)

- Frédéric Guillemet - ancien bassiste de Taxi, il participe à la tournée française de 1981 pour être ensuite remplacé par Michel Aymé. Il participera ensuite à l'enregistrement et à la promo avec Raphaël Garrido au sein de The Element puis en 1988 se joindra à la reformation de Trust.

- Alain Pernette - bassiste de studio depuis les années 1970, il ne fait que participer au premier album, cédant même sa place sur un titre à Bernard Paganotti, autre musicien de studio très réputé. Il se produit depuis des années aux côtés de très grands musiciens de Jazz français et internationaux sur la Côte d'Azur et dans plusieurs pays.

- Stéphane Bonneau - guitariste et membre fondateur du groupe Stratos, il ne participe pas à la création du groupe mais rejoint Satan Jokers en décembre 1981.

- Raymond Manna - bassiste du premier album de Trust, il devient en 1981 manager du groupe jusqu'à sa séparation en 1985.